# Binder Pál (pedagógus)
Binder Pál (Botfalu, 1935. március 15. – Brassó, 1995. június 21.) magyar pedagógus, könyvtáros, történész, újságíró.

## Életútja, munkássága
A gimnáziumot Brassóban végezte 1952-ben, a kolozsvári Bolyai Tudományegyetem földrajz-földtan karán nyert tanári képesítést 1956-ban. Brassó város történelmi földrajzáról írt disszertációjával Jászvásárban szerzett doktori diplomát 1971-ben. Előbb tanár Zsombolyán, 1959-től Brassóban könyvtáros, 1968-tól újra tanár.
Irodalmi tevékenységét 1961-ben a Korunkban kezdte, itt közölt írásai közt szerepelt Binder Ferenc afrikai utazóról írt tanulmánya (1962/7-8). Számos tudományos tájékoztató cikket, megemlékezést, könyvismertetést és tanulmányt publikált három nyelven a magyar, román és német szakfolyóiratokban, heti- és napilapok hasábjain a legváltozatosabb tárgykörből (történet, irodalomtörténet, földrajz, helynévtörténet, történeti földrajz, gazdaságtörténet, muzeológia, bibliológia); központi témáját, a román-magyar-szász együttélést, konkrét helytörténeti keretekben művelte.
Cikksorozata jelent meg Brassó ipartörténetéről (Új Idő, ill. Brassói Lapok, 1969) és a székelyek középkori múltjáról. (Megyei Tükör, 1972–73). Az Apáczai-emlékév alkalmából feldolgozta Apáca község egykorú társadalmi és művelődési képét (Vogel Sándorral, Korunk, 1975/5), sajtó alá rendezte az Utazások a régi Európában című Téka-kötetet (1976); Összefonódó szálak című cikksorozatában (Művelődés, 1978/2–10) az erdélyi román-magyar-szász együttélés művelődéstörténetét világította meg. A reformátor halálának 400. évfordulója alkalmából Dávid Ferenc családja: a kolozsvári Hertel nemzetség cím alatt (Keresztény Magvető, 1979/2–3) kiegészítette a Dávid Ferenc-kutatást.
1989 után a Székely Újságban Binder Pál Cserey Zoltánnal Kézdivásárhely gazdag 1848-as hagyományait ismertette cikksorozatban. Antall József magyar miniszterelnök haláláról a Brassói Lapokban emlékezett meg: Találkozásom dr. Antall Józseffel, az orvos-történésszel címen. (Brassói Lapok (Brassó), 1993. december 17.)
Az 1990-es évek első felében magyar- és németországi egyetemek vendégprofesszora volt, kiválóan ismerte az erdélyi románok, magyarok és szászok történetét. Még életében, 1993-ban megjelent Az erdélyi magyar evangélikus egyházközségek és iskolák története és névtára című munkája Brassóban. Korai halála miatt posztumusz került kiadásra Az erdélyi fejedelemség román diplomatái vagy románok az erdélyi fejedelemség külügyi szolgálatában c. munkája Sebestyén Mihály szerkesztésében (Marosvásárhely, 1996); szintén posztumusz, 2001-ben került kiadásra Brassói magyar krónikások és barcasági evangélikus egyháztörténészek című kötete.